# Ministerio de la Industria Alimentaria
El Ministerio de la Industria Alimentaria de la República de Cuba, conocido por el acrónimo MINAL, es el ministerio encargado de la producción de alimentos en Cuba.

## Historia
El Ministerio de la Industria Alimentaria fue creado en 1965 y se fusionó con el Ministerio de la Industria Pesquera el 3 de marzo de 2009 para dar paso al organismo actual.

## Ministros
- Rolando Álvarez (1965-1967)
- José A. Naranjo Morales (1967-1976)
- Alejandro Roca Iglesias (1976-2009)
- María del Carmen Concepción González (2009-2018)
- Iris Quiñones Rojas (2018-2019)
- Manuel Santiago Sobrino Martínez (2019-en el cargo)